# نادي الجزيرة للكرة الطائرة (مصر)

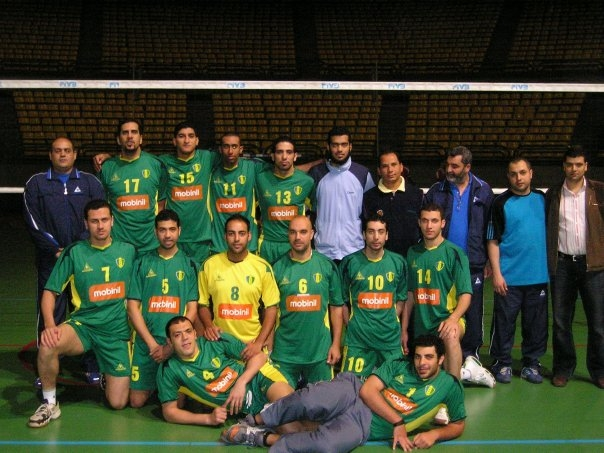
فريق الكرة الطائرة بنادي الجزيرة

نادي الجزيرة من اعرق الاندية المصرية الموجودة في القاهرة و الملقب بنادي الباشوات و اصحاب المقامات الرفيعة ومن اقدم الرياضات الموجودة بنادي الجزيرة الرياضي هي لعبة الكرة الطائرة والي حققت العديد و العديد من النجاحات و العلامات البارزة في تاريخ النادي سواء من الاجيال القديمة متمثلة في كابتن سمير أبو الفتوح وسمير لطفي وياسر قمر وعسقلاني وعلاء مفتاح ومحمود حنفي ومحمود حسونة الي الاجيال الجديدة متمثلة عماد وصفي والمخضرم وائل السلكاوي  الليبرو محمد عبد الرحمن وسامح عبد المنعم وغيرهم من النجوم.
في اواخر عام 1999 قام المقرر العام للجنة الرياضية بنادي الجزيرة المهندس ياسر قمر بجلب العديد من اللاعبين الجدد وصغار السن من الاندية الكبيرة مثل الاهلي و الزمالك لدعم الفريق حيث كان الفريق يشارك في منافسات الدرجة الثانية و كانت نتائج الفريق مخيبة للامال في ذاك الوقت، قامت إدارة النادي بالتعاقد مع المدرب القدير و أفضل لاعب في مصر سابقا الكابتن محمود فرج .
قام النادي بالتعاقد مع العديد من اللاعبين الواعدين من النادي الاهلي مثل محمد عبد الرحمن و سامح عبد المنعم و احمد صفوت و احمد سامح و من نادي الزمالك: محمد أنور وشادي مصطفي واكرامي إبراهيم ومن دمياط: وائل السلكاوي و من طنطا إسلام عبد الفتاح ومن نادي مدينة نصر: عماد وصفي.
استطاع الفريق بفضل الله الجهود المبذولة من اللاعبين و الإدارة بالصعود للقسم الأول ثم الدوري الممتاز ليصبح من أفضل الفرق الموجودة في مصر و ذلك بعد تولي المدير الفني الكابتن محمد اللقاني مسئولية الفريق و حصوله مع الفريق علي المركز الثالث في بطولة كأس مصر وعلي المركز الثالث في بطولات الدوري العام و حافظ فريق الكرة الطائرة بنادي الجزيرة علي مستواه و مراكزه المتقدمة مع توالي المديرين الفنيين من امثال العملاق عصام معوض و كابتن سامي إبراهيم. ثم انضم العديد من لاعبين الفريق إلى منتخب مصر الأول مثل عماد وصفي و محمد عبد الرحمن و اكرامي إبراهيم و إسلام رجب.
المديرين الفنيين من عام 1999-2008 : محمود فرج - محمد اللقاني - عصام معوض - سامي إبراهيم

## اللاعبين
من ابرز اللاعبين الذين مثلوا الفريق من عام 1999 الي عام 2008 :
المخضرم علاء مفتاح و يعد من أفضل لاعبي جيله و محمود حسونة اللاعب الدولي و لاعب الزمالك السابق و الليبرو الدولي ولاعب الاهلي و منتخب مصر السابق محمد عبد الرحمن، وائل السلكاوي، عماد وصفي، احمد صفوت، محمد أنور.